# Ophiomyia fici
Ophiomyia fici är en tvåvingeart som beskrevs av Spencer och Hill 1976. Ophiomyia fici ingår i släktet Ophiomyia och familjen minerarflugor.
Artens utbredningsområde är Hongkong (Kina). Inga underarter finns listade i Catalogue of Life.